# Gestel (Berlaar)
Pour les articles homonymes, voir Gestel.
Gestel est une section de la commune belge de Berlaar située en Région flamande dans la province d'Anvers. C'était une commune à part entière avant la fusion des communes de 1965.

## Histoire
Au XVIe siècle, Pierre van Dale, apparenté à Paul Van Dale, seigneur de Lillo,  a été seigneur de Berlaert (probablement Berlaar), Ghestel, doyen d'Alost, chanoine d'Anvers. Il a fondé un collège à Louvain.

## Démographie

### Évolution démographique
- Sources : INS, Rem. : 1831 jusqu'en 1961 = recensements, 1976 = nombre d'habitants au 31 décembre[3].